# 쌍무지개 뜨는 언덕 (1965년 영화)
"쌍무지개 뜨는 언덕"은 한국에서 제작된 손일포 감독의 1965년 영화이다. 손전 등이 주연으로 출연하였고 김용수 등이 제작에 참여하였다.

## 출연

### 주연
- 손전
- 김진자
- 박성숙
- 함국절

## 기타
- 원작자: 김래성
- 조명: 김광복
- 미술: 이명수